# رود چائون
رود چائون (روسی: Чаун) یک رود در دریای سیبری شرقی و ناحیه خودگردان چوکوتکای کشور روسیه است.